# 1983 w literaturze
Wydarzenia literackie w 1983 roku.

## Wydarzenia
- Halina Auderska zostaje pierwszym prezesem Związku Literatów Polskich

## Proza beletrystyczna i literatura faktu

### Język polski
- Halina Auderska – Smok w herbie (Wydawnictwa Radia i Telewizji)[1]
- Jan Drzeżdżon – Karamoro (Ludowa Spółdzielnia Wydawnicza)[2]
- Gustaw Herling-Grudziński – Podróż do Burmy
- Mieczysław Maliński – Opowiadania o nadziei (Pallottinum)[3]
- Aleksander Minkowski – Madonna w lustrze (Państwowy Instytut Wydawniczy)[4]
- Sławomir Mrożek – Donosy
- Piotr Müldner-Nieckowski – Śpiący w mieście
- Marek Nowakowski
  - Raport o stanie wojennym II (Instytut Literacki)
  - Notatki z codzienności (Instytut Literacki)
- Marek Oramus – Senni zwycięzcy
- Ewa Maria Ostrowska – Księżniczka i wszy (Młodzieżowa Agencja Wydawnicza)[5]
- Andrzej Szczypiorski – Z notatnika stanu wojennego
- Lucjan Wolanowski – Ląd, który przestał być plotką
- Janusz A. Zajdel
  - Cała prawda o planecie Ksi (Krajowa Agencja Wydawnicza)[6]
  - Wyjście z cienia (Spółdzielnia Wydawnicza "Czytelnik")[7]

### Inne języki
- Isaac Asimov
  - Jak poznaliśmy wszechświat (How Did We Find out about the Universe?)
  - Roboty z planety świtu (The Robots of Dawn)
- Thomas Bernhard – Przegrany (Der Untergeher)
- John Brosnan – Gen (Slimmer)
- John Maxwell Coetzee – Życie i czasy Michaela K. (Life and Times of Michael K)
- Elfriede Jelinek – Pianistka (Die Klavierspielerin)
- Stephen King
  - Christine
  - Smętarz dla zwierzaków (Pet Sematary)
  - Rok wilkołaka (Cycle of the Werewolf)
- Danielle Steel – Zmiany (Changes)
- Graham Swift – Kraina wód (Waterland)
- Steven Burst – Jhereg

### Tłumaczenia
- Thomas Bernhard
  - Oddech: Decyzja (Der Atem. Eine Entscheidung)
  - Suterena: Wyzwolenie (Der Keller. Eine Entziehung)
- Bohumil Hrabal
  - Taka piękna żałoba (Krasosmutnění), przeł. Andrzej Czcibor-Piotrowski
  - Aferzyści i inne opowiadania
- Isaac Bashevis Singer
  - Dwór (The Manor)
  - Magiczna moc: opowiadania (wybór z A Friend of Kafka, A Crown of Feathers and Other Stories)
  - Spuścizna (The Estate)
  - Sztukmistrz z Lublina (The Magician of Lublin)
- Mario Vargas Llosa – Ciotka Julia i skryba (La tía Julia y el escribidor), przeł. Danuta Rycerz

## Wywiady
- polskie

## Dzienniki, autobiografie, pamiętniki
- polskie
- zagraniczne

## Eseje, szkice i felietony
- polskie
- zagraniczne

## Dramaty
- polskie
  - Sławomir Mrożek – Letni dzień
- zagraniczne
  - Bellarmino Bagatti – Antichi villaggi cristiani di Giudea e del Neghev
  - Dario Fo – Związek otwarty (Coppia Aperta)

## Poezje
- polskie
  - Zbigniew Herbert – Raport z oblężonego Miasta
  - Ryszard Krynicki – Ocalenie z nicości
- zagraniczne
  - Matilde Camus – Ziemia słów (Tierra de palabras)
- zagraniczne antologie
- wydane w Polsce wybory utworów poetów obcych
- wydane w Polsce antologie poezji obcej

## Prace naukowe i biografie
- polskie
- zagraniczne

## Urodzili się
- 3 lipca – Dorota Masłowska, polska pisarka
- 12 sierpnia – Jakub Żulczyk, polski pisarz
- 20 września – Szymon Żuchowski, polski poeta, krytyk muzyczny i tłumacz (zm. 2025)
- 17 listopada – Christopher Paolini, amerykański pisarz
- Balsam Karam, kurdyjsko-szwedzka pisarka

## Zmarli
- 15 stycznia – Ernst Erich Noth, niemiecko-amerykański literaturoznawca i pisarz (ur. 1909)
- 16 lutego – Kazimiera Iłłakowiczówna, polska poetka (ur. 1892)
- 22 lutego – Mieczysław Jastrun, polski poeta i esista (ur. 1903)
- 25 lutego – Tennessee Williams, amerykański pisarz, dramaturg, nowelista, poeta (ur. 1911)
- 1 marca – Hideo Kobayashi, japoński pisarz i krytyk literacki (ur. 1902)
- 3 marca
  - Hergé, belgijski twórca komiksów (ur. 1907)
  - Arthur Koestler, angielski pisarz i dziennikarz (ur. 1905)
- 27 marca – Hanna Malewska, polska pisarka (ur. 1911)
- 31 marca – Christina Stead, australijska pisarka (ur. 1902)
- 12 kwietnia – Desmond Bagley, angielski pisarz (ur. 1923)
- 13 kwietnia – Mercè Rodoreda, katalońska pisarka (ur. 1908)
- 15 kwietnia – Gyula Illyés, węgierski pisarz (ur. 1902)
- 19 kwietnia – Jerzy Andrzejewski, polski pisarz (ur. 1909)
- 23 kwietnia – Jan Szczawiej, polski poeta (ur. 1906)
- 4 maja – Shūji Terayama, japoński awangardowy poeta, dramaturg, pisarz, reżyser, aktor i fotograf (ur. 1935)
- 7 maja – József Romhányi, węgierski pisarz, poeta i tłumacz (ur. 1921)
- 8 maja – John Fante, amerykański pisarz (ur. 1909)
- 14 maja – Fiodor Abramow, rosyjski i radziecki pisarz i literaturoznawca (ur. 1920)
- 21 maja
  - Kenneth Clark, brytyjski pisarz, historyk sztuki, krytyk sztuki (ur. 1903)
  - Amal Dunkul, egipski poeta (ur. 1940)
- 1 czerwca – Anna Seghers, niemiecka pisarka (ur. 1900)
- 17 czerwca – Miron Białoszewski, polski poeta (ur. 1922)
- 27 czerwca – Alden Nowlan, kanadyjski poeta, pisarz i dramaturg (ur. 1933)
- 2 lipca – Vladimír Neff, czeski pisarz i tłumacz (ur. 1909)
- 11 lipca – Ross Macdonald, amerykański pisarz kryminałów (ur. 1915)
- 13 lipca – Gabrielle Roy, kanadyjska pisarka francuskojęzyczna (ur. 1909)
- 3 sierpnia – Jan Brzękowski, polski poeta, pisarz i teoretyk sztuki (ur. 1903)
- 10 listopada – Jalu Kurek, polski pisarz (ur. 1904)
- 26 listopada – Wiktor Trościanko, polski pisarz (ur. 1911)
- 27 listopada – Marta Traba, argentyńska pisarka (ur. 1930)
- 2 grudnia – Paweł Weżinow, bułgarski prozaik (ur. 1914)
- 17 grudnia
  - Jan Maria Gisges, polski poeta, prozaik oraz autor sztuk scenicznych (ur. 1914)
  - Baszir Churajjif, tunezyjski pisarz (ur. 1917)

## Nagrody
- Nagroda Nobla – William Golding
- Nagroda Kościelskich – Stefan Chwin, o. Jan Góra, Antoni Pawlak, Jan Polkowski, Stanisław Rosiek
- Nagroda Bookera – J.M. Coetzee za Life and Times of Michael K
- Nagroda Goncourtów – Frédérick Tristan za Les égarés
- Nagroda Cervantesa – Rafael Alberti
- Nagroda IBBY – Ewa Maria Ostrowska za Co słychać za tymi drzwiami